# Verlag Niggli
Der Verlag Niggli ist ein Schweizer Fachbuchverlag mit Sitz in Salenstein mit Spezialisierung auf Architektur, Design und Typografie.

## Geschichte
Nach Anstellungen in Buchhandel und Verlagswesen gründete Arthur Niggli (1923–2000) im Jahr 1950 den Verlag im appenzellischen Teufen AR. Zentral im Verlagsprogramm waren klassische Disziplinen des Bauhauses wie Typografie und Architektur. Er veröffentlichte unter anderem typografische Lehrbücher von Emil Ruder, Josef Müller-Brockmann und Armin Hofmann. Einige Titel erschienen in bis zu zehn Auflagen, manche wurden in mehrere Sprachen übersetzt. Auch die Schriftenreihen Lettera und Programme entwerfen von Karl Gerstner (der das Verlags-Logo schuf) gab der Verlag heraus.
1954 veröffentlichte der Verlag die erste deutschsprachige Monografie über Paul Klee. Im Architekturprogramm von Niggli sind Autoren wie Walter Gropius, Pier Luigi Nervi, Le Corbusier, Venturi Rauch und viele andere vertreten. In Zusammenarbeit mit dem FSAI, dem Verband freierwerbender Schweizer Architekten wurde 1971 die erste Ausgabe der Archithese herausgegeben, die sich zu einer wichtigen Architekturzeitschrift der Schweiz entwickelte.
1953 erschien das erste deutschsprachige Buch über Ikebana – ursprünglich von Hiroshi Ohchi in Englisch verfasst, vom Verlag ins Deutsche übersetzt und von einem Engländer, der die ursprüngliche Version nicht verstand, wieder ins Englische übertragen. 1958 kam DADA – Monographie einer Bewegung auf den Markt, für das Arthur Niggli selbst den Umschlag gestaltete. Später erschienen im Verlag Arthur Niggli Kunstbände von Richard Lindner und Christo – die signierten, nummerierten Originalgrafiken der beiden Künstler in der Luxusausgabe waren 1970 die ersten, die in Europa hergestellt und verkauft wurden.
Bruno Waldburger übernahm 1988 Verlag und Archithese von Arthur Niggli. Beide gingen 1992 über in den Besitz von Viktor Heer, damals Inhaber der Heer Druck AG in Sulgen TG; Bruno Waldburger blieb Verlagsleiter. Nach seinem Tod folgte ihm 1995 der Kunsthistoriker J. Christoph Bürkle nach. In Zürich wurden zusätzliche Büros bezogen, die Programmausrichtung bekam mit den Bereichen Architektur, Typografie, Design ein deutlicheres Profil.
Das von Arthur Niggli international ausgerichtete Programm mit oft zwei- oder dreisprachigen Ausgaben ist seit 1992 durch neue Vertriebsstrukturen in den USA, Australien und Asien gewachsen. Der Verlag Niggli liefert rund achtzig Prozent seiner Bücher ins Ausland. Von 2003 bis 2007 gab der Verlag die Kulturzeitschrift du heraus, 2007 erwarb Viktor Heer den Benteli Verlag mit den Schwerpunkten Kunst, Kulturgeschichte und Fotografie des 20. und 21. Jahrhunderts.
2009 wurde der Verlag Teil der bsmediagroup, die im Oktober desselben Jahres von Markus Bättig und Daniel Stierli gegründet wurde.
Per 1. Oktober 2014 erwarb die Braun Publishing AG aus Salenstein (Thurgau) den Niggli- ebenso wie den Benteli Verlag, die nunmehr als eigenständige imprints geführt werden. Verleger ist seitdem Markus Sebastian Braun.
Die Architekturzeitschrift Archithese verblieb bei der bsmediagroup ag.

## Profil
Das Verlagsprogramm konzentriert sich nach wie vor auf die Bereiche Architektur, Design und Typografie, wobei Architekturpublikationen einen zunehmenden Schwerpunkt bilden. Verlegt wurden u. a. Monografien von Architekten wie David Adjaye, Tadao Ando, Max Bill, Max Dudler, Peter Eisenman, Gebrüder Pfister, Hans Kollhoff, Christoph Mäckler, Paulo Mendes da Rocha und Ben van Berkel. Zu den Autoren und Herausgebern zählen Josef Müller-Brockmann, Wilhelm Opatz, Ruedi Wyss und Gerhard M. Buurman.
Seit der Gründung des Verlags sind viele Titel als schönste Schweizer Bücher prämiert worden, darüber hinaus gab es wiederholt internationale Auszeichnungen, unter anderem Silber und Gold bei der Prämierung der Schönsten Bücher aus aller Welt. Nominierungen für den Designpreis der Bundesrepublik Deutschland, Auszeichnungen beim iF Design Award, beim Red Dot Design Award, beim Type Directors Club und dem Deutschen Architekturbuchpreis (2009 und 2011) kamen dazu.